# خنزل
خنزل (به لهستانی:  Hendzel) یک روستا در لهستان است که در گمینا بیلسک پودلاسکی واقع شده‌است.